# HD 108147
HD 108147是一顆位於南十字座的七等恆星，呈黃白色，質量及亮度比太陽稍高，年齡比太陽年輕，光譜類型介乎F8 V到G0 V之間。這果恆星距地球約130光年，肉眼幾乎不可見，需以雙筒望遠鏡等輔助方能觀測。由於它處於天球的南部，因此僅能在南半球及熱帶地區進行觀測。
这颗恒星于2000年被发现有一颗太阳系外行星环绕其运行。

## 行星
這顆被發現的行星編號為“HD 108147 b”，為一顆巨型氣體行星，其質量最少為木星的一半，公轉軌道約為0.1天文單位。受恆星與行星兩者的潮汐力影響，一顆離恆星極近的行星，多以較圓的軌道運行。
| 成員 (依恆星距離) | 质量     | 半長軸 (AU) | 轨道周期 (天)  | 離心率        | 傾角 | 半径 |
| ----------------- | -------- | ----------- | -------------- | ------------- | ---- | ---- |
| b                 | >0.40 MJ | 0.104       | 10.901 ± 0.001 | 0.498 ± 0.025 | —    | —    |

## 請參閱
- HD 107148 - 名字易混淆的恆星，也於2006年被發現有行星。

## 外部連結
- （英文） SIMBAD（页面存档备份，存于） 恆星資料 行星資料
- （英文） The Extrasolar Planets Encyclopaedia 資料
- （英文） Extrasolar Visions